# Peaches & Herb
Peaches & Herb war ein amerikanisches Soul-Duo, das 1965 von Herb Fame (* 1. Oktober 1942 als Herbert Feemster) und Francine Hurd Barker (* 28. April 1947; † 13. August 2005) gegründet wurde. Im Laufe der Jahre wechselte die Sängerin mehrmals, die Rolle der „Peaches“ übernahmen unter anderem Linda Greene (von 1976 bis 1983) und Patrice Hawthorne (ab 1992).

## Bandkarriere

### Die Vorgeschichte
Die ursprüngliche Peaches, Francine Hurd Barker, erhielt ihren Spitznamen durch die vornehme Art und Weise ihres Auftretens. Sie sang meist in kleineren Gruppen in der Nachbarschaft und wurde als Teenager bereits Leadsängerin der Gruppe „The Keynotes“. Wenig später gründete Peaches ihre eigene Gruppe mit dem Namen „The Darlettes“. Es folgte das Vorsingen und kurz darauf die Vertragsunterzeichnung beim Label Date Records, woraufhin der Bandname in „The Sweet Things“ geändert wurde.
Herb Fame begann das Singen im Alter von sieben Jahren zunächst in Kirchen und setzte es in Nachbarschaftsgruppen fort. Nach Abschluss der Highschool arbeitete Fame zunächst in einem Schallplattengeschäft, sein Freund aus Highschoolzeiten, Freddie Perren, arbeitete in einem anderen Schallplattengeschäft namens „Sabin“, fast um die Ecke. An einem Tag im Januar 1965 betrat Produzent Van McCoy das Geschäft, in dem Herb Fame arbeitete, um sich nach einer möglichen Promotion-Örtlichkeit umzuschauen. Der Name der Gruppe, mit der Van McCoy arbeitete, war „The Sweet Things“. Fame bat McCoy um ein Vorsingen und unterschrieb eine Woche später einen Plattenvertrag bei Date Records.

### Erste Erfolgsjahre
McCoy nahm Herb Fame und „The Sweet Things“ mit nach New York, um dort erste Studioaufnahmen durchzuführen. Während dieses Aufenthalts entschied sich McCoy dazu, die Studiozeit auszudehnen, um ein Duett mit Fame und der Leadsängerin der „The Sweet Things“, Francine Barker, aufzunehmen. McCoy war von diesen Aufnahmen begeistert, so dass Date Records auf sein Anraten hin kurze Zeit später die erste Single We’re in This Thing Together veröffentlichte. Die Original-A-Seite der Single floppte jedoch. Ein DJ des Radiosenders KATZ aus St. Louis (Missouri), drehte die Single kurzerhand um und spielte die B-Seite Let’s Fall in Love (im Original von Art Jarrett, 1933), wodurch die Single im März 1967 bis auf Platz 21 der Billboard Hot 100 kletterte.
Noch bevor das Jahr zu Ende ging, hatte Peaches & Herb drei weitere Hits: Close Your Eyes (Nummer 8 im Mai), For Your Love (eine Coverversion des Hits von Mickey & Sylvia aus dem Jahr 1956) (Nummer 20 im August) und Love Is Strange (Nummer 11 im November). Im Jahr 1967 erschienen zwei Hit-Alben, Let’s Fall in Love und For Your Love. Zum Jahresende bekam das erfolgreiche Duo den Spitznamen „The Sweethearts of Soul“.

### Ausstieg, Trennung und Neubeginn
Noch im gleichen Jahr, gestresst und ausgebrannt von den ständigen Auftritten und Tourneen, entschied sich Francine Barker, das Duo zu verlassen, und wurde durch eine kurze Abfolge von Peaches’ letztlich durch Marlene Mack ersetzt. Die Reihe der Hits ging weiter: Two Little Kids (Nummer 31 im Januar 1968), When He Touches Me (Nothing Else Matters) (Nummer 10 R&B 1969) und It’s Just a Game, Love (aus dem Jim-Brown-Spielfilm The Split, Nummer 50 R&B 1970). Dieses Lied war der letzte große Single-Charterfolg von Peaches & Herb beim Label Date Records.
Enttäuscht über den ausbleibenden Erfolg verließ Herb Fame im Juli 1970 überraschend das Duo, um beim Washington D.C. Police Department in den Polizeidienst einzutreten. 1976 kehrte Fame ins Musikgeschäft zurück und fand durch die Vermittlung von McCoy in dem ehemaligen Washingtoner Model Linda Greene seine neue Peaches. McCoy, derweilen bei MCA Records unter Vertrag, brachte das Duo bei seinem Label unter und produzierte das gleichnamige Album Peaches and Herb. Der Erfolg blieb aus und das Album verkaufte sich unter den Prognosen.
Im folgenden Jahr unterschrieben „Peaches & Herb“ bei Fames altem Freund Freddie Perren MVP Productions. Perren war mittlerweile ein bekannter Komponist und Musikproduzent geworden und hatte unter anderem Erfolge mit The Jackson 5, The Miracles und The Sylvers vorzuweisen. Durch Perren kamen Peaches & Herb zu einem Plattenvertrag bei Polydor Records.
Das erste Album 2Hot beim neuen Label wurde ein Erfolg. Die erste Auskopplung Shake Your Groove Thing wurde der bis dahin größte Hit des Duos, auch dank der 12"-Promotion-Single, die in Clubs aufgelegt wurde. Die Single erreichte im März 1979 Platz 5 der Hot 100 und erhielt eine Goldene Schallplatte.
Die Ballade Reunited wurde anfangs als ungeliebte Nachfolgesingle der erfolgreichen Discosingle Shake Your Groove Thing angesehen. Der ungeahnte Erfolg strafte jedoch alle Kritiker Lügen. Die Single stieg am 17. März 1979 in die Hot 100 und wurde innerhalb von sieben Wochen zum Nummer-eins-Hit und erreichte Platin-Status. Die Erfolgsingle machte Peaches & Herb zu einer der erfolgreichsten Gruppen des Jahres 1979 und ermöglichte einen Platz in Bob Hopes „Drei-Stunden-Special“ in China. Peaches & Herb schrieb Geschichte, weil das Duo in China als erste schwarze Unterhaltungskünstler auftreten durfte.
Das zweite Polydor-Album Twice the Fire, das Goldstatus erreichte, brachte die Clubhits Roller-Skatin’ Mate und Twice the Fire hervor. Die Ballade I Pledge My Love stieg auf Platz Nummer 19 in den Hot 100. Das Album Worth the Wait aus dem Jahr 1980 hatte nur noch geringen Erfolg mit der 12"-Single Funtime, die sich in den R&B-Charts platzieren konnte. Es folgte die Trennung von Perren und der Wechsel zu Columbia Records im Jahr 1983. Erfolge blieben aus. Das Duo trennte sich und Herb Fame ging zurück in den Polizeidienst.

### Erneuter Neubeginn
Im Juli 1992 versuchte es Herb Fame erneut im Musikgeschäft, mit Patrice Hawthorne als neue Peaches und wiedervereint mit Freddie Perren. Patrice Hawthorne war Bandleaderin ihres eigenen Orchesters. Trotz seiner Berühmtheit behielt Fame den Job beim Washington, D.C. Police Department, um wirtschaftlich abgesichert zu sein.

### Tod von Francine Barker
Francine Hurd Barker fiel 1978 in ein Koma, das zehn Jahre anhielt. Sie litt unter anderem unter einem Hirntumor und einem Schlaganfall. Mehrere Zehen mussten aufgrund ihres Diabetes amputiert werden. Die letzten neun Jahre ihres Lebens wurde sie von ihrem Ehemann und ihrer Tochter betreut. Francine Baker starb am 13. August 2005 in Maryland. Sie hinterließ zwei Töchter und vier Enkelkinder.

## Diskografie

### Alben
| Jahr | Titel              | Höchstplatzierung, Gesamtwochen, AuszeichnungChartplatzierungen (Jahr, Titel, Platzierungen, Wochen, Auszeichnungen, Anmerkungen) | Höchstplatzierung, Gesamtwochen, AuszeichnungChartplatzierungen (Jahr, Titel, Platzierungen, Wochen, Auszeichnungen, Anmerkungen) | Höchstplatzierung, Gesamtwochen, AuszeichnungChartplatzierungen (Jahr, Titel, Platzierungen, Wochen, Auszeichnungen, Anmerkungen) | Höchstplatzierung, Gesamtwochen, AuszeichnungChartplatzierungen (Jahr, Titel, Platzierungen, Wochen, Auszeichnungen, Anmerkungen) | Anmerkungen                                                                |
| Jahr | Titel              | DE | UK | US | R&B | Anmerkungen                                                                |
| ---- | ------------------ | --- | --- | --- | --- | -------------------------------------------------------------------------- |
| 1967 | Let’s Fall in Love | — | — | US30 (25 Wo.)US | R&B4 (26 Wo.)R&B | Produzenten: David Kapralik, Ken Williams                                  |
| 1967 | For Your Love      | — | — | US135 (12 Wo.)US | R&B12 (10 Wo.)R&B | Produzenten: David Kapralik, Ken Williams                                  |
| 1968 | Golden Duets       | — | — | — | R&B28 (3 Wo.)R&B | Produzenten: David Kapralik, Ken Williams                                  |
| 1979 | 2 Hot!             | — | — | US2 Platin · (46 Wo.)US | R&B1 (44 Wo.)R&B | Produzent: Freddie Perren Aufnahme: Mom & Pop’s Company Store, Studio City |
| 1979 | Twice the Fire     | — | — | US31 Gold · (30 Wo.)US | R&B18 (21 Wo.)R&B | Produzent: Freddie Perren Aufnahme: Mom & Pop’s Company Store, Studio City |
| 1980 | Worth the Wait     | — | — | US120 (6 Wo.)US | R&B51 (10 Wo.)R&B | Produzent: Freddie Perren Aufnahme: Mom & Pop’s Company Store, Studio City |
| 1981 | Sayin’ Something!  | — | — | US168 (3 Wo.)US | — | Produzent: Freddie Perren Aufnahme: Mom & Pop’s Company Store, Studio City |

Weitere Alben
- 1977: Peaches and Herb
- 1983: Remember
- 2009: Colors of Love

### Kompilationen
| Jahr | Titel                          | Höchstplatzierung, Gesamtwochen, AuszeichnungChartplatzierungen (Jahr, Titel, Platzierungen, Wochen, Auszeichnungen, Anmerkungen) | Höchstplatzierung, Gesamtwochen, AuszeichnungChartplatzierungen (Jahr, Titel, Platzierungen, Wochen, Auszeichnungen, Anmerkungen) | Höchstplatzierung, Gesamtwochen, AuszeichnungChartplatzierungen (Jahr, Titel, Platzierungen, Wochen, Auszeichnungen, Anmerkungen) | Höchstplatzierung, Gesamtwochen, AuszeichnungChartplatzierungen (Jahr, Titel, Platzierungen, Wochen, Auszeichnungen, Anmerkungen) | Anmerkungen |
| Jahr | Titel                          | DE | UK | US | R&B | Anmerkungen |
| ---- | ------------------------------ | --- | --- | --- | --- | ----------- |
| 1968 | Peaches & Herb’s Greatest Hits | — | — | US187 (3 Wo.)US | R&B48 (2 Wo.)R&B |             |

Weitere Kompilationen
- 1979: Greatest Hits
- 1979: Love Is Strange
- 1994: Sweethearts of Soul
- 1995: At Their Best
- 1996: Love Is Strange: The Best of Peaches & Herb
- 1996: Reunited
- 1998: Two of a Kind
- 2001: The Essential
- 2002: The Millennium Collection: The Best of Peaches & Herb
- 2005: Old School Cruizin’ with Peaches & Herb
- 2013: S. O. U. L.

### Singles
| Jahr | Titel Album                                                          | Höchstplatzierung, Gesamtwochen, AuszeichnungChartplatzierungen (Jahr, Titel, Album, Platzierungen, Wochen, Auszeichnungen, Anmerkungen) | Höchstplatzierung, Gesamtwochen, AuszeichnungChartplatzierungen (Jahr, Titel, Album, Platzierungen, Wochen, Auszeichnungen, Anmerkungen) | Höchstplatzierung, Gesamtwochen, AuszeichnungChartplatzierungen (Jahr, Titel, Album, Platzierungen, Wochen, Auszeichnungen, Anmerkungen) | Höchstplatzierung, Gesamtwochen, AuszeichnungChartplatzierungen (Jahr, Titel, Album, Platzierungen, Wochen, Auszeichnungen, Anmerkungen) | Höchstplatzierung, Gesamtwochen, AuszeichnungChartplatzierungen (Jahr, Titel, Album, Platzierungen, Wochen, Auszeichnungen, Anmerkungen) | Anmerkungen |
| Jahr | Titel Album                                                          | DE | UK | US | R&B | Dance | Anmerkungen |
| ---- | -------------------------------------------------------------------- | --- | --- | --- | --- | --- | --- |
| 1966 | Let’s Fall in Love / We’re in This Thing Together Let’s Fall in Love | — | — | US21 (12 Wo.)US | R&B11 (18 Wo.)R&B | — | Erstveröffentlichung: August 1966 Autoren: Harold Arlen, Ted Koehler / Van McCoy Original (A-Seite): Art Jarrett, 1933 |
| 1967 | Close Your Eyes Let’s Fall in Love                                   | — | — | US8 (12 Wo.)US | R&B4 (13 Wo.)R&B | — | Erstveröffentlichung: März 1967 Autor: Chuck Willis Original: The Five Keys, 1955                                      |
| 1967 | For Your Love                                                        | — | — | US20 (8 Wo.)US | R&B10 (9 Wo.)R&B | — | Erstveröffentlichung: Mai 1967 Autor und Original: Ed Townsend, 1958                                                   |
| 1967 | Love Is Strange Golden Duets                                         | — | — | US13 (9 Wo.)US | R&B16 (8 Wo.)R&B | — | Erstveröffentlichung: August 1967 Autor: Ethel Smith Original: Mickey & Sylvia, 1956                                   |
| 1967 | Two Little Kids Golden Duets                                         | — | — | US31 (8 Wo.)US | R&B25 (7 Wo.)R&B | — | Erstveröffentlichung: November 2967 Autoren: Barbara Acklin, Carl Davis, Eugene Record                                 |
| 1968 | The Ten Commandments of Love Peaches & Herb’s Greatest Hits          | — | — | US55 (5 Wo.)US | R&B25 (6 Wo.)R&B | — | Autor: Marshall Paul Original: The Moonglows, 1959                                                                     |
| 1968 | United Peaches & Herb’s Greatest Hits                                | — | — | US46 (8 Wo.)US | R&B11 (9 Wo.)R&B | — | Erstveröffentlichung: April 1968 Autoren: Kenny Gamble, Leon Huff Original: The Intruders, 1966                        |
| 1968 | Let’s Make a Promise –                                               | — | — | US75 (4 Wo.)US | R&B34 (3 Wo.)R&B | — | Erstveröffentlichung: Oktober 1968 Autoren: Kenny Gamble, Mikki Farrow, Thom Bell                                      |
| 1969 | When He Touches Me (Nothing Else Matters) –                          | — | — | US49 (7 Wo.)US | R&B10 (9 Wo.)R&B | — | Erstveröffentlichung: Januar 1969 Autor: Car Varga                                                                     |
| 1969 | Let Me Be the One –                                                  | — | — | US74 (4 Wo.)US | R&B40 (3 Wo.)R&B | — | Autoren: Barry Mann, Larry Kolber Original: The Paris Sisters, 1962                                                    |
| 1970 | It’s Just a Game, Love –                                             | — | — | — | R&B50 (2 Wo.)R&B | — | Autoren: Ernie Shelby, Quincy Jones vom Soundtrack des Films The Split                                                 |
| 1971 | The Sound of Silence –                                               | — | — | US100 (2 Wo.)US | — | — | Erstveröffentlichung: 11. Mai 1971 Autor: Paul Simon Original: Simon & Garfunkel, 1964                                 |
| 1977 | We’re Still Together Peaches & Herb                                  | — | — | — | R&B98 (2 Wo.)R&B | — | Erstveröffentlichung: 26. März 1977 Autor: Van McCoy                                                                   |
| 1978 | Shake Your Groove Thing 2 Hot!                                       | — | UK26 (11 Wo.)UK | US5 Gold · (22 Wo.)US | R&B4 (23 Wo.)R&B | Dance2 (19 Wo.)Dance | Erstveröffentlichung: Oktober 1978 Autoren: Dino Fekaris, Freddie Perren                                               |
| 1979 | Reunited 2 Hot!                                                      | DE30 (10 Wo.)DE | UK4 Silber · (13 Wo.)UK | US1 Platin · (23 Wo.)US | R&B1 (17 Wo.)R&B | — | Erstveröffentlichung: März 1979 Autoren: Dino Fekaris, Freddie Perren                                                  |
| 1979 | We’ve Got Love 2 Hot!                                                | — | — | US44 (8 Wo.)US | R&B25 (12 Wo.)R&B | — | Erstveröffentlichung: Juni 1979 Autoren: Dino Fekaris, Freddie Perren                                                  |
| 1979 | Roller-Skatin’ Mate (Part I) Twice the Fire                          | — | — | US66 (4 Wo.)US | R&B30 (10 Wo.)R&B | Dance18 (14 Wo.)Dance | Erstveröffentlichung: 2. November 1979 Autoren: Dino Fekaris, Freddie Perren                                           |
| 1980 | I Pledge My Love Twice the Fire                                      | — | — | US19 (19 Wo.)US | R&B37 (11 Wo.)R&B | — | Erstveröffentlichung: 3. Januar 1980 Autoren: Dino Fekaris, Freddie Perren                                             |
| 1980 | Funtime (Part I) Worth the Wait                                      | — | — | — | R&B37 (10 Wo.)R&B | Dance14 (18 Wo.)Dance | Autoren: Keni St. Lewis, Freddie Perren                                                                                |
| 1980 | One Child of Love Worth the Wait                                     | — | — | — | R&B51 (10 Wo.)R&B | — | Autoren: Dino Fekaris, Freddie Perren                                                                                  |
| 1981 | Surrender Worth the Wait                                             | — | — | — | R&B77 (4 Wo.)R&B | — | Autor: Keni St. Lewis                                                                                                  |
| 1981 | Freeway Sayin’ Something!                                            | — | — | — | R&B37 (10 Wo.)R&B | — | Autoren: Keni St. Lewis, Melvin Ragin                                                                                  |
| 1981 | Bluer Than Blue Sayin' Something!                                    | — | — | — | R&B45 (8 Wo.)R&B | — | Autoren: Keni St. Lewis, Freddie Perren                                                                                |
| 1983 | Remember                                                             | — | — | — | R&B35 (10 Wo.)R&B | — | Autoren: David Wolfert, Sandy Linzer                                                                                   |

grau schraffiert: keine Chartdaten aus diesem Jahr verfügbar
Weitere Singles
- 1967: Time After Time
- 1968: What a Lovely Way (To Say Goodnight)
- 1968: So True
- 1969: Darling, How Long
- 1970: Soothe Me with Your Love
- 1970: Satisfy My Hunger
- 1972: I’m a Hurting Inside
- 1972: I’m Lonely (I Can’t Groove) (mit Brenda Lee Eager)
- 1972: In My World (mit Brenda Lee Eager)
- 1972: God Save This World
- 1975: Close Your Eyes
- 1975: Down Where It’s At
- 1977: I’m Counting on You
- 1980: Howzabout Some Love
- 1981: Music Power
- 1983: Keep On Smiling
- 1992: Re-United

## Auszeichnungen für Musikverkäufe
| Goldene Schallplatte - Kanada - 1979: für die Single Shake Your Groove Thing - Neuseeland - 1979: für die Single Reunited - 1980: für die Single I Pledge My Love | Platin-Schallplatte - Kanada - 1979: für das Album 2 Hot! - 1979: für die Single Reunited |

Anmerkung: Auszeichnungen in Ländern aus den Charttabellen bzw. Chartboxen sind in ebendiesen zu finden.
| Land/RegionAuszeichnungen für Musikverkäufe (Land/Region, Auszeichnungen, Verkäufe, Quellen) | Silber  | Gold     | Platin     | Verkäufe  | Quellen                   |
| -------------------------------------------------------------------------------------------- | ------- | -------- | ---------- | --------- | ------------------------- |
| Kanada (MC)                                                                                  | —       | Gold1    | 2× Platin2 | 325.000   | musiccanada.com           |
| Neuseeland (RMNZ)                                                                            | —       | 2× Gold2 | —          | 20.000    | aotearoamusiccharts.co.nz |
| Vereinigte Staaten (RIAA)                                                                    | —       | 2× Gold2 | 2× Platin2 | 4.500.000 | riaa.com                  |
| Vereinigtes Königreich (BPI)                                                                 | Silber1 | —        | —          | 250.000   | bpi.co.uk                 |
| Insgesamt                                                                                    | Silber1 | 5× Gold5 | 4× Platin4 |           |                           |